# Hobart Bay (Alaska)
Hobart Bay es un lugar designado por el censo ubicado en el Área censal de Hoonah–Angoon en el estado estadounidense de Alaska. En el Censo de 2010 tenía una población de 1 habitantes y una densidad poblacional de 0 personas por km².

## Geografía
Hobart Bay se encuentra en las coordenadas 57°25′27″N 133°19′51″O / 57.42417, -133.33083. Según la Oficina del Censo de los Estados Unidos, Hobart Bay tiene una superficie total de 334.1 km², de la cual 309.31 km² corresponden a tierra firme y (7.42%) 24.79 km² es agua.

## Demografía
Según el censo de 2010, había 1 personas residiendo en Hobart Bay. La densidad de población era de 0 hab./km². De los 1 habitantes, Hobart Bay estaba compuesto por el 0% blancos, el 0% eran afroamericanos, el 100% eran amerindios, el 0% eran asiáticos, el 0% eran isleños del Pacífico, el 0% eran de otras razas y el 0% pertenecían a dos o más razas. Del total de la población el 0% eran hispanos o latinos de cualquier raza.

## Localidades adyacentes
El siguiente diagrama muestra a las localidades más próximas a Hobart Bay.